# 和田将志
和田 将志（わだ まさし）は、日本の音楽プロデューサー。

## 経歴
慶應義塾大学商学部卒業。ビクターエンタテインメント、ソニー・ミュージックエンタテインメントにて、様々なアーティストを手がける。1993年Jリーグ開幕節ではリーグの公式音楽の制作に携わる。現在では、フリーランス音楽プロデュース活動のかたわら、ブログで小説を執筆。

## 担当アーティスト
- 石野真子
- 飯島真理
- 荻野目洋子
- 伊秩弘将
- HIM